# ليبريس

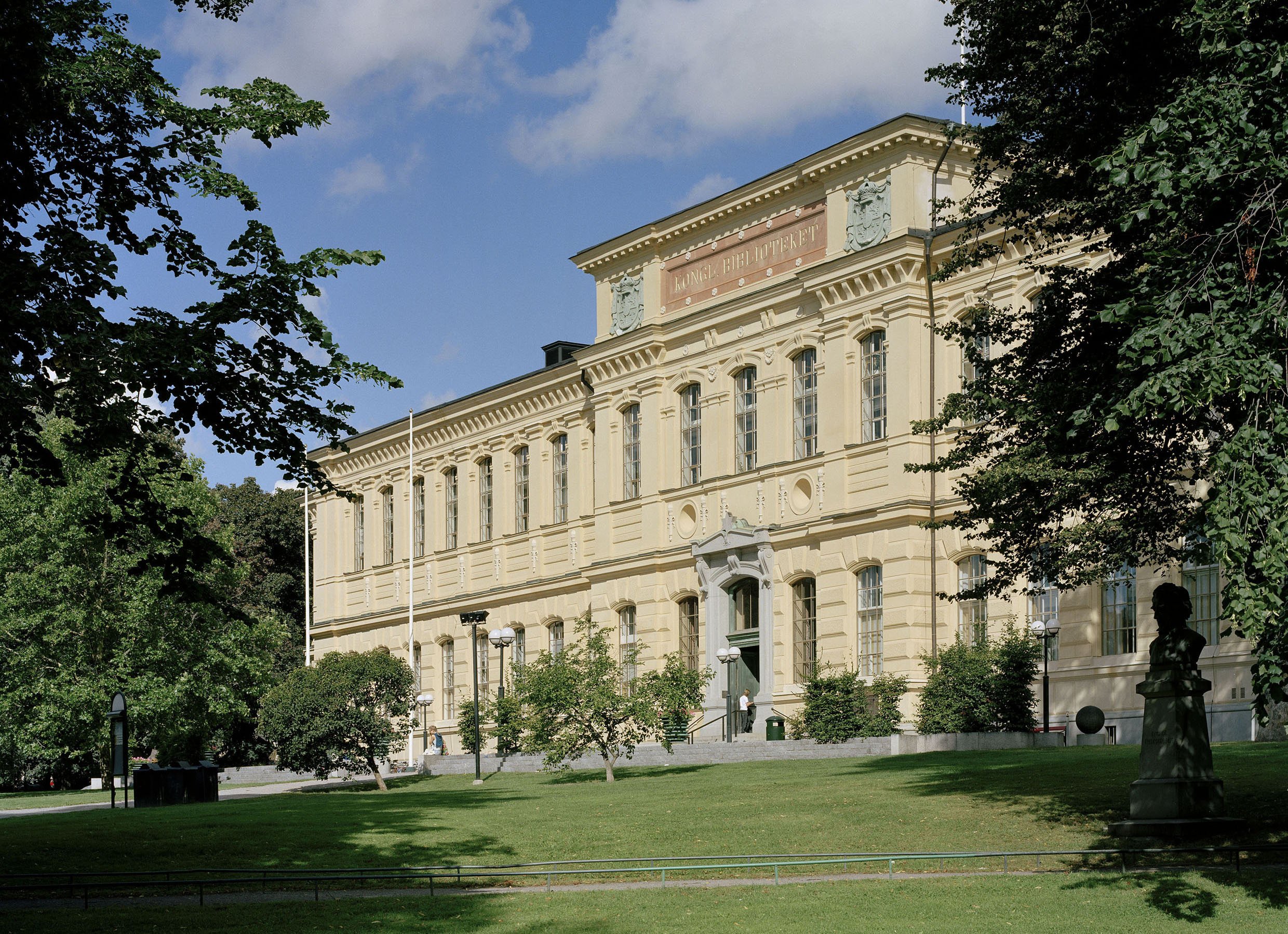

ليبريس (بالإنجليزية: LIBRIS)‏ وهي مختصر نظام معلومات المكتبة (بالإنجليزية: Library Information System)‏ هو فهرس مشترك سويدي وطني ترعاه مكتبة السويد الوطنية في ستوكهولم.
يحتوي نظام ليبريس سجلات للمراجع وكذلك ملفات استنادية للأشخاص، إذ أنه يوجد لكن شخص سجلات بالاسم والميلاد والوظيفة ومعرف فريد.
رمز مارك لفهرس الاتحاد السويدي هو SE-LIBR، ويبسط بالشكل: selibr.

## تاريخ ليبريس
إنشاء نظام ليبريس يرجع لأواسط عقد ستينات القرن العشرين. وبما أن ترشيد المكتبات قد استغرق عقدين من الزمن بعد الحرب العالمية الثانية، فقد نشرت لجنة حكومية عام 1965 تقريرا عن استخدام الحاسوب في المكتبات البحثية. فخصصت الحكومة ميزانية عام 1965 لمجلس مكتبة البحث (Forskningsbiblioteksrådet, FBR). نشرت في أيار 1970 وثيقة التصميم الأولية (Biblioteksadministrativt Information System (BAIS))، واستخدم الاسم ليبريس (LIBRIS) مختصرا لنظام معلومات المكتبة (Library Information System) للجنة الفرعية الفنية التي بدأت بالعمل في 1 تموز 1970.
وتنشر صحيفة LIBRIS-meddelanden (ISSN 0348-1891) منذ عام 1972 وهي متوفرة على الإنترنت منذ عام 1997.